# Podlužany (Trenčín)
|  | No s'ha de confondre amb Podlužany (Nitra). |

Podlužany és un poble i municipi d'Eslovàquia que es troba a la regió de Trenčín. La primera menció escrita de la vila es remunta al 1295.

## Demografia
| Godina             | 1994 | 2004   | 2014   | 2024    |
| ------------------ | ---- | ------ | ------ | ------- |
| Nombre de persones | 838  | 810    | 865    | 964     |
| Diferència         |      | −3,34% | +6,79% | +11,44% |

| Godina             | 2023 | 2024   |
| ------------------ | ---- | ------ |
| Nombre de persones | 968  | 964    |
| Diferència         |      | −0,41% |